# Diocèse de Gibraltar en Europe
Le diocèse de Gibraltar en Europe, ou simplement diocèse en Europe, est un diocèse anglican de la Province de Cantorbéry. C'est le plus vaste diocèse de l'Église d'Angleterre : il s'étend sur toute l'Europe (hormis les Îles Britanniques), ainsi que sur le Maroc, la Turquie et le territoire de l'ex-URSS. Le siège de l'évêque de Gibraltar en Europe est la cathédrale de la Sainte-Trinité, à Gibraltar. L'évêque est assisté dans sa tâche par l'évêque suffragant en Europe.
Le diocèse de Gibraltar est créé en 1842. En 1980, il est fusionné avec la Juridiction d'Europe du Nord et centrale (Jurisdiction of North and Central Europe) et est rebaptisé diocèse de Gibraltar en Europe, avec deux pro-cathédrales, l'église de la Sainte-Trinité à Bruxelles, et une autre à Malte. L'évêque réside habituellement à Bruxelles.
La mission du diocèse est soutenue par l'Intercontinental Church Society.

## Archidiaconés

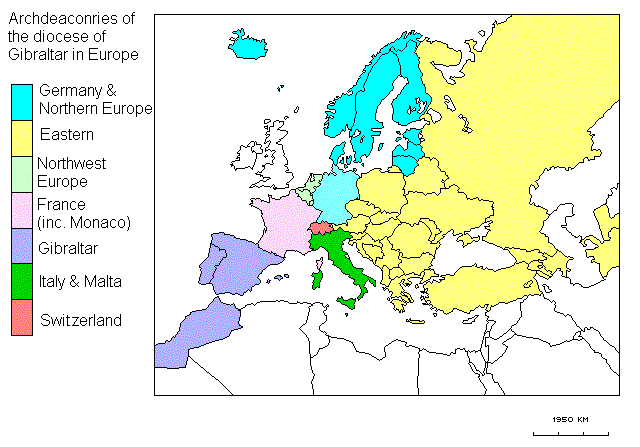
Les archidiaconés du diocèse de Gibraltar en Europe

Le diocèse se divise en sept archidiaconés :
- L'archidiaconé d'Orient, qui recouvre l'Albanie, l'Arménie, l'Autriche, l'Azerbaïdjan, la Biélorussie, la Bosnie-Herzégovine, la Bulgarie, la Croatie, la Géorgie, la Grèce, la Hongrie, le Kosovo, la Macédoine, la Moldavie, le Monténégro, l'Ouzbékistan, la Pologne, la République tchèque, la Roumanie, la Russie, la Serbie, la Slovaquie, la Slovénie, le Turkménistan, la Turquie et l'Ukraine. Depuis 2002, l'archidiacre est Patrick Curran, qui siège à Vienne. Il est assisté de deux doyens, un à Athènes et l'autre à Moscou.
- L'archidiaconé de France, qui recouvre la France et Monaco.
- L'archidiaconé de Gibraltar, qui recouvre Andorre, l'Espagne, Gibraltar, le Maroc et le Portugal. Depuis 2008, l'archidiacre est David Sutch, qui siège à Fuengirola.

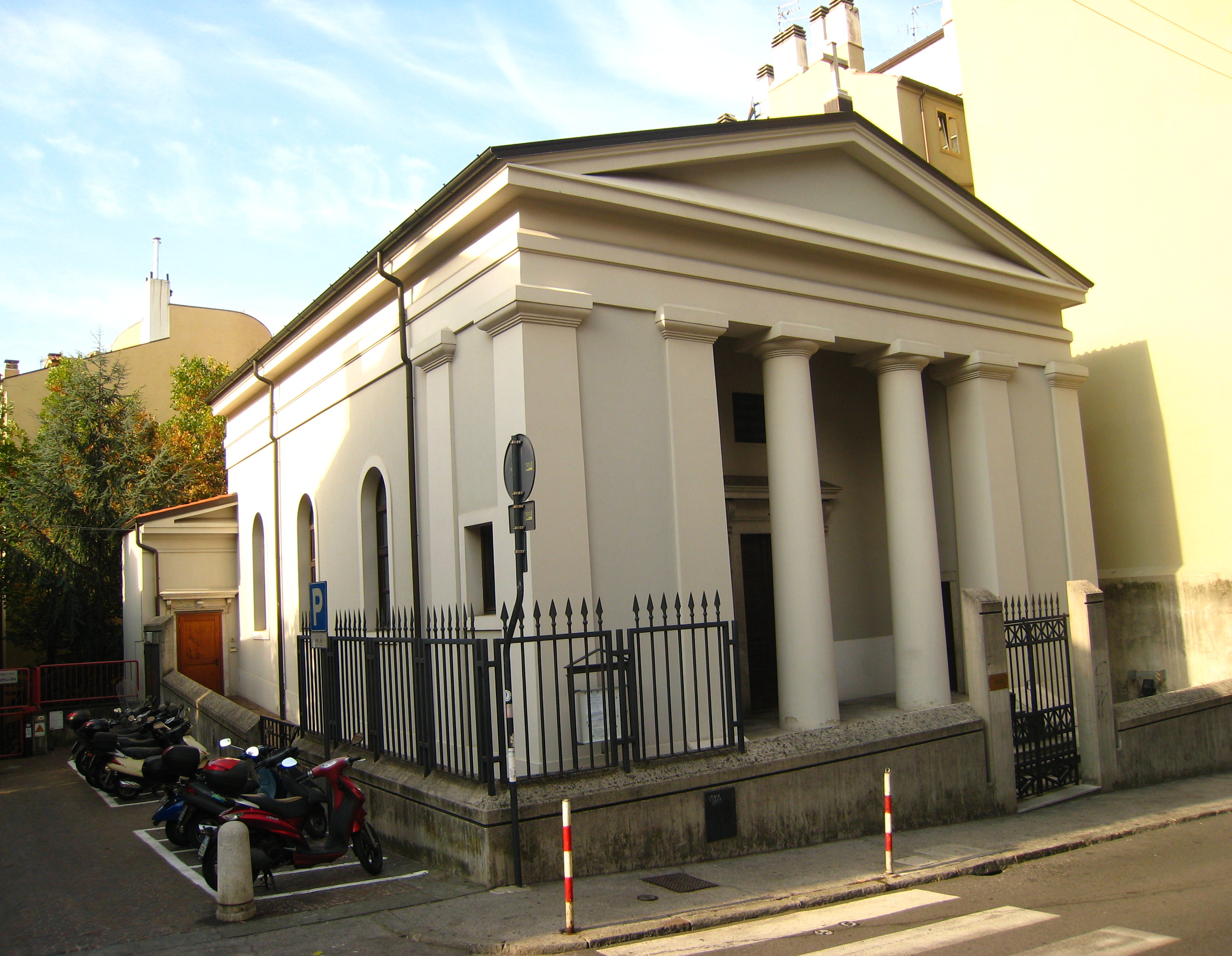
L'Église anglicane de Trieste. (Italie).

- L'archidiaconé d'Allemagne et d'Europe du Nord, qui recouvre l'Allemagne, le Danemark, l'Estonie, la Finlande, l'Islande, la Lettonie, la Lituanie, la Norvège et la Suède. Depuis 2005, l'archidiacre est Mark Oakley, qui siège à Copenhague. Il est assisté de deux doyens.
- L'archidiaconé d'Italie et Malte. Depuis 2005, l'archidiacre est Arthur Siddall, qui siège à Montreux. Il est assisté d'un doyen à Rome.
- L'archidiaconé d'Europe du Nord-Ouest, qui recouvre la Belgique, le Luxembourg et les Pays-Bas. Depuis 2021, l'archidiacre est Sam Van Leer.
- L'archidiaconé de Suisse. Depuis 2007, l'archidiacre est Arthur Siddal, également archidiacre d'Italie et Malte.